# Masahiro Koga
Masahiro Koga (古賀 正紘 Koga Masahiro?, nacido el 8 de septiembre de 1978 en Ōkawa, Fukuoka) es un exfutbolista japonés. Jugaba de defensa y su último club fue el Avispa Fukuoka de Japón.

## Trayectoria

### Clubes
| Club                 | País  | Año         |
| -------------------- | ----- | ----------- |
| Nagoya Grampus Eight | Japón | 1997 - 2006 |
| Kashiwa Reysol       | Japón | 2007 - 2010 |
| Júbilo Iwata         | Japón | 2010 - 2011 |
| Avispa Fukuoka       | Japón | 2012 - 2015 |

## Estadística de carrera

### J. League
| Club                 | Año   | J. League | J. League | Copa J. League | Copa J. League | Total | Total |
| Club                 | Año   | Part.     | Goles     | Part.          | Goles          | Part. | Goles |
| -------------------- | ----- | --------- | --------- | -------------- | -------------- | ----- | ----- |
| Nagoya Grampus Eight | 1997  | 8         | 0         | 5              | 0              | 13    | 0     |
| Nagoya Grampus Eight | 1998  | 21        | 0         | 0              | 0              | 21    | 0     |
| Nagoya Grampus Eight | 1999  | 26        | 2         | 4              | 0              | 30    | 2     |
| Nagoya Grampus Eight | 2000  | 25        | 2         | 4              | 0              | 29    | 2     |
| Nagoya Grampus Eight | 2001  | 18        | 0         | 3              | 0              | 21    | 0     |
| Nagoya Grampus Eight | 2002  | 28        | 1         | 6              | 0              | 34    | 1     |
| Nagoya Grampus Eight | 2003  | 28        | 2         | 4              | 0              | 32    | 2     |
| Nagoya Grampus Eight | 2004  | 24        | 1         | 7              | 0              | 31    | 1     |
| Nagoya Grampus Eight | 2005  | 27        | 5         | 6              | 0              | 33    | 5     |
| Nagoya Grampus Eight | 2006  | 26        | 2         | 5              | 0              | 31    | 2     |
| Kashiwa Reysol       | 2007  | 29        | 2         | 2              | 1              | 31    | 3     |
| Kashiwa Reysol       | 2008  | 29        | 1         | 5              | 1              | 34    | 2     |
| Kashiwa Reysol       | 2009  | 20        | 2         | 4              | 0              | 24    | 2     |
| Kashiwa Reysol       | 2010  | 0         | 0         | -              | -              | 0     | 0     |
| Júbilo Iwata         | 2010  | 12        | 0         | 3              | 0              | 15    | 0     |
| Júbilo Iwata         | 2011  | 7         | 0         | 2              | 0              | 9     | 0     |
| Avispa Fukuoka       | 2012  | 33        | 1         | -              | -              | 33    | 1     |
| Avispa Fukuoka       | 2013  | 22        | 0         | -              | -              | 22    | 0     |
| Avispa Fukuoka       | 2014  | 13        | 0         | -              | -              | 13    | 0     |
| Avispa Fukuoka       | 2015  | 6         | 0         | -              | -              | 6     | 0     |
| Total                | Total | 402       | 21        | 60             | 2              | 462   | 23    |

## Palmarés

### Títulos nacionales
| Título             | Club                 | País  | Año  |
| ------------------ | -------------------- | ----- | ---- |
| Copa del Emperador | Nagoya Grampus Eight | Japón | 1999 |
| Copa J. League     | Júbilo Iwata         | Japón | 2010 |